# Palazzo La Rocca
A Palazzo La Rocca egykori ragusai nemesi palota. A San Giorgio-katedrális mögött áll, Ibla városrész egykori főutcája mentén. Az épületet Sant’Ippolito bárója, Saverio La Rocca építtette 1765-ben a családja számára (innen származik megnevezése is). Az épületbe a normannok idejéből származó falmaradványokat is beépítettek. Napjainkban ezek az épület alagsorában láthatók. Az egyemeletes épület fő jellemzője a homlokzatot díszítő négy erkély. Ezeket vaskos oszlopok tartják, amelyek oszlopfőit antropomorf szobrok díszítik. A széles bejárat után egy tágas átrium következik, ahonnan egy kétszárnyú lépcső visz fel az emeletre. A lépcsőket a környéken bányászott bitumenes kőzetekből építették fel a 19. században, s ennek köszönhetik fekete színüket. A piano nobile szintjén megőrződtek az egykori, 17. századi szalonok díszítőelemei, valamint a szintén bitumenes kőzetből készült valamint majolikával borított padlók.